# Agadir Inoumar

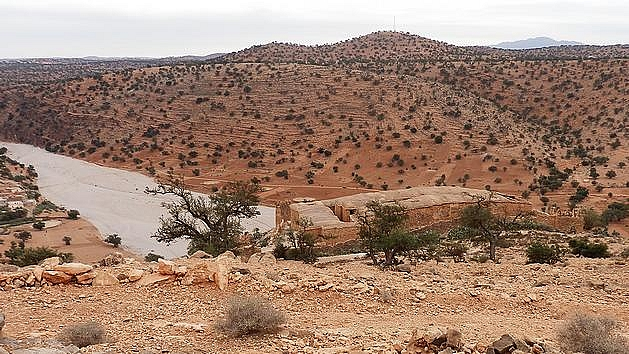
Agadir Inoumar

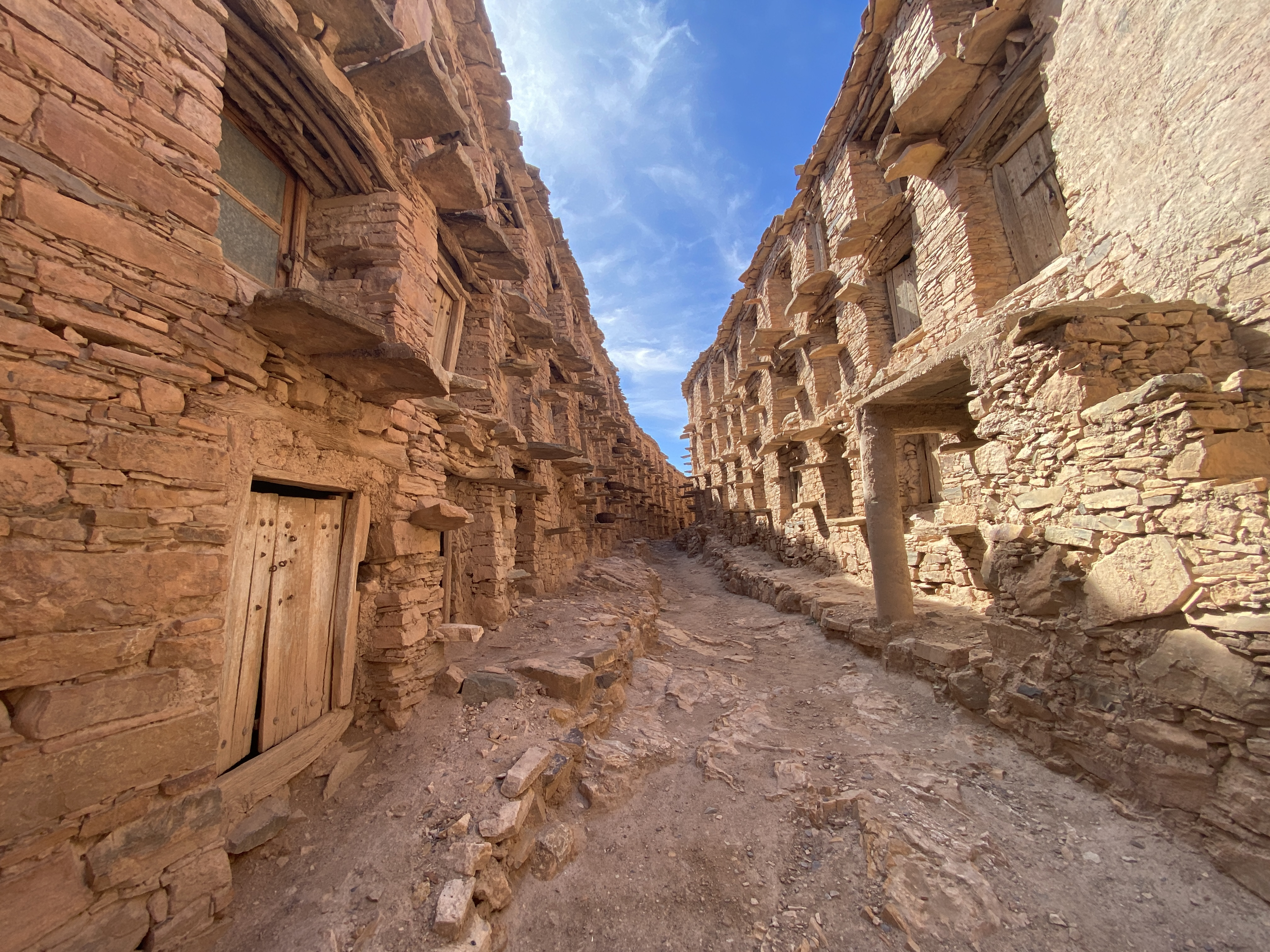
Agadir Inoumar, Speicherkammern

Agadir Inoumar ist der Name der größten Speicherburg der Berber in der marokkanischen Provinz Chtouka-Aït Baha in der Region Souss-Massa in der Nähe des Ortes Tasguedelt.
Agadir Inoumar bedeutet in Zentralatlas-Tamazight ‚Die sonnige Speicherburg‘, weil sie in einem sonnigen Bereich auf halber Höhe eines Berges gebaut wurde.

## Lage
Der ehemals von mehreren Dörfern (douars) gemeinschaftlich genutzte Agadir Inoumar befindet sich etwa 25 km (Fahrtstrecke) östlich der Stadt Biougra in der hügligen und semiariden Umgebung des westlichen Antiatlas an einem Talabhang in ca. 550 m Höhe ü. d. M. oberhalb des die meiste Zeit des Jahres trockenfallenden Assif Aouerga.

## Einwohner und Wirtschaft
Die verschiedenen Berberstämme der Gegend lebten jahrhundertelang von der Landwirtschaft auf kargen und steinigen Feldern und von der Viehzucht. Die frühere Lebensform der Transhumanz ist bereits in den Zeiten des französischen Protektorats weitgehend aufgegeben worden. Zusätzlich hat der anhaltende Klimawandel mit zunehmender Trockenheit und jährlichen Niederschlagsmengen von ca. 200 mm zur Abwanderung eines Teils der Bevölkerung geführt; viele Männer arbeiten heute in den Städten Nordmarokkos oder in Europa.

## Geschichte
Der Agadir ist kaum zu datieren – man kann jedoch davon ausgehen, dass der Bau über Jahrhunderte genutzt, erweitert und ausgebessert wurde; seit dem ausgehenden 19. und beginnenden 20. Jahrhundert wurde er allmählich aufgegeben. Die manchmal ornamental beschnitzten und/oder bemalten Holztüren wurden verbrannt, an Antiquitätenhändler oder an Sammler verkauft oder aber in völkerkundliche Museen verbracht. Im Jahr 2014 wurden einige Teile des Bauwerks restauriert.

## Agadir

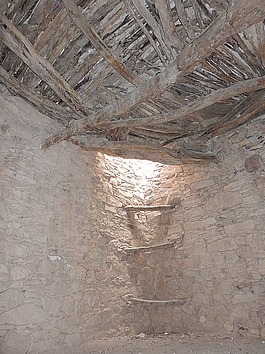
Turminneres mit Eckaufstieg

Etwa 500 m vom Ort entfernt befindet sich an einem Hang die etwa 5000 m² große Speicherburg des Ortes und seiner Umgebung mit ihren auf drei Geschossebenen verteilten knapp 600 ca. 6 bis 8 m tiefen und etwa 1,70 m hohen Kammern, deren Decken aus einem Gewirr von Ästen mit einer Auflage von Schilf und Erde bestanden. Das Innere des ummauerten und von vier gedrungenen Ecktürmen gerahmten Areals ist in mehrere Reihen mit neben- und übereinander angeordneten Speicherkammern unterteilt. Zu beiden Seiten der Gänge befinden sich versetzt angeordnete Trittsteine im aus kleinen Steinen und etwas Erde gefügten Trockenmauerwerk; über diese konnten die ehemals von ornamental verzierten Brettertüren mit Holzschlössern gesicherten Speicherkammern auch ohne Leitern erreicht werden, in denen – dauerhaft oder in Zeiten der Abwesenheit – Vorräte (Gerste, Argankerne, Datteln, Mandeln etc.), Arbeitsgeräte (Sicheln, Hacken) und auf kleine Holztäfelchen geschriebene Familiendokumente (Ehe- und Besitzurkunden) gelagert wurden. Der Agadir wurde ständig von Angehörigen der verschiedenen Dörfer bewacht, wodurch auch eine gegenseitige Kontrolle gewährleistet wurde; heute gibt es nur noch einen Wächter.

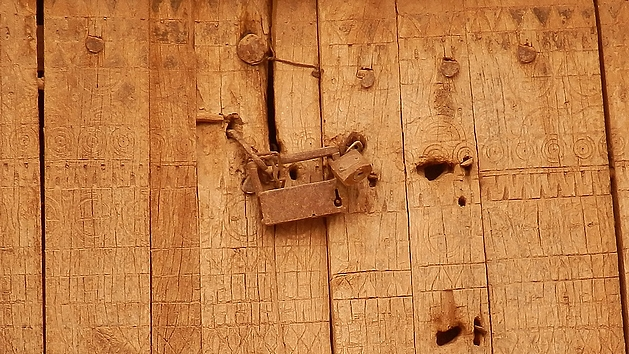
Tür mit Dekor
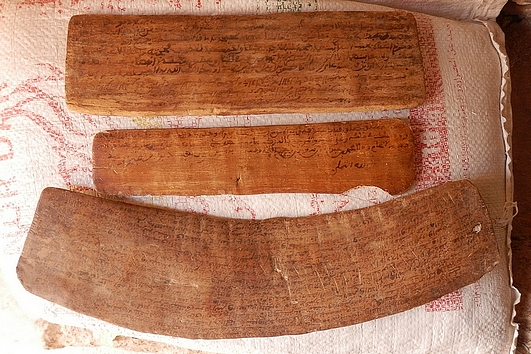
Familiendokumente

## Bedeutung
Wie alle Agadire Südmarokkos stammt der Agadir Inoumar aus einer Zeit, als die Berber-Bevölkerung noch nicht gänzlich sesshaft war und – zumindest teilweise – in den Sommermonaten mit ihrem Vieh (Schafe, Ziegen) in höher gelegene Bergregionen ziehen musste. Es bestand deshalb eine ständige Notwendigkeit, die auf den kargen Böden und in mühseliger Arbeit erzeugten Lebensmittel sowie andere Wertgegenstände gegen umherziehende Nomaden und bei Fehden und Hungersnöten auch gegen Nachbarstämme zu verteidigen.